# Clinical & Experimental Allergy
Clinical & Experimental Allergy is een internationaal, aan collegiale toetsing onderworpen wetenschappelijk tijdschrift op het gebied van de allergieën en immunologie. De naam wordt in literatuurverwijzingen meestal afgekort tot Clin. Exp. Allergy. Het wordt uitgegeven door Wiley-Blackwell namens de British Society for Allergy and Clinical Immunology en verschijnt maandelijks. Het eerste nummer verscheen in 1971.